# Prealpi Varesine
Prealpi Varesine – to podgrupa Prealpi Luganesi, części Alp Zachodnich. Grupa ta leży na pograniczu Szwajcarii (kanton Ticino) i Włoch (region Lombardia). Najwyższym szczytem jest Monte Tamaro, który osiąga wysokość (1967 m). Pasmo to graniczy z: grupą Adula na północy, Niziną Padańską na południu oraz z Prealpi Comasche na wschodzie.
Najwyższe szczyty:
- Monte Tamaro - 1967 m,
- Monte Gradiccioli - 1936 m,
- Monte Generoso - 1701 m,
- Monte Magno - 1640 m,
- Monte Lema - 1621 m.